# Бер Вали Спрингс (Калифорнија)
Бер Вали Спрингс (енгл. Bear Valley Springs) насељено је место без административног статуса у америчкој савезној држави Калифорнија.

## Демографија
По попису из 2010. године број становника је 5.172, што је 940 (22,2%) становника више него 2000. године.
| Група             | 2000.         | 2010.         |
| Белци             | 3.624 (85,6%) | 4.500 (87,0%) |
| Афроамериканци    | 58 (1,4%)     | 74 (1,4%)     |
| Азијати           | 30 (0,7%)     | 57 (1,1%)     |
| Хиспаноамериканци | 332 (7,8%)    | 399 (7,7%)    |
| Укупно            | 4.232         | 5.172         |